# Glacera de Zemu
La glacera de Zemu és la glacera més gran de l'Himàlaia oriental. Té uns 26 quilòmetres de llarg i es troba a la base del Kangchenjunga, a la regió de l'Himàlaia de Sikkim, a l'Índia.
Drena el costat est del Kanchenjunga, la tercera muntanya més alta del món. La glacera és la font d'aigua de nombrosos rius, ja que els alimenta quan es fon. Un d'ells és el riu Teesta, on hi ha un projecte de central hidroelèctrica de 3500 MW. De moment, el govern de Sikkim només ha pogut fer funcionar una planta de 510 MW al riu.
La glacera de Zemu continua sent una glacera poc estudiada. L'estudi d'imatges digitals mostra que la glacera ha retrocedit 27 metres cada any entre 1967 i 1984. La glacera ha experimentat un retrocés significatiu en els últims anys. Les crestes morrenes laterals a banda i banda de la glacera tenen una mitjana d'uns 45 m. d'alçada. Aquestes crestes es van crear durant l'avanç de la Petita Edat de Gel. Les morenes laterals no arriben mai més amunt que les superfícies de les glaceres que les creen. Això significa que la part inferior de la glacera s'ha aprimat uns 50 metres durant el segle passat.
Un altre problema de la glacera és la desaparició dels seus afluents. Molts dels seus afluents ja no hi arriben. Això priva la glacera d'una part important de les seves antigues fonts de gel. El cap de la glacera s'alimenta de restes dels vessants de Kanchenjunga. Els 18 km inferiors de la glacera són una zona d'ablació on la fusió és immensa. Estudis recents han demostrat que entre el 2000 i el 2013 les glaceres circumdants del Zemu s'han reduït dràsticament, reduint la font de la glacera principal i augmentant el risc de la seva contracció.